# Ole Stephensen
 Ikke at forveksle med Ole Stephansen.
Ole Stephensen (født 26. oktober 1955 i København, død 6. februar 2019 i Vangede) var en dansk journalist, skuespiller, filminstruktør, tv-vært og lokalpolitiker. Han var særlig kendt for sit samarbejde med Jarl Friis-Mikkelsen, særligt i forbindelse med deres roller som Walter og Carlo, og som tv-vært på bl.a. Eleva2ren og GO' Morgen Danmark.

## Uddannelse
Stephensen gik på Birkerød Privatskole, hvorfra han tog realeksamen. Han skrev en digtsamling kaldet Stormudsalg (1970), som han solgte på Strøget for at tjene penge til en rejse. Han blev uddannet journalist i 1978 fra Danmarks Journalisthøjskole, hvor han skrev afsluttende opgave om Retsplejelovens §733 stk 2 (om at nægte en beskikket advokat).

## Karriere

### Virke som journalist
Han fik herefter job på Dagbladet Aktuelt som kriminalrapporter. Han arbejdede her frem til 1982, hvor han blev ansat som researcher på TV-programmet Lørdagskanalen på DR. I 1984 blev han vært og redaktionschef på Weekend-tv og Kanal 2.

### Medvirken i film og tv
Han er bl.a. kendt for sit parløb med Jarl Friis-Mikkelsen, der varede i mange år. Sammen lavede de bl.a. tv-serien Brødrene Øbberbøv (1983) og efterfølgende de populære og succesfulde Walter og Carlo-film. Den første film, Walter og Carlo - op på fars hat fra 1985, solgte 953.743 billetter og var i 2014 stadig den fjerde bedst-sælgende danske film og den 15. bedst sælgende blandt alle film i perioden 1973-2013. Han var også vært på det populære underholdningsprogram Eleva2ren på TV 2 fra 1991-1995. I 2000 blev han studievært på GO' Morgen Danmark på TV 2, hvilket han var frem til 2008, hvor han blev fyret af kanalen. Han startede som selvstændig freelancer med selskabet Special Assignments Aps i 2013 som tilrettelægger, vært og konsulent på den mindre, private public service tv-station dk4. Her producerede han blandt andet en række underholdningsprogrammer samt programmer om EU.
Han medvirkede i tv-julekalenderen Krummernes Jul i 1996. I 2000 medvirkede han i Slip hestene løs af Erik Clausen. Han medvirkede også i enkelte afsnit af DR’s børneprogram Bamse og Kylling som Kyllings mor Høne.

### Skribent
Stephensen begyndte at skrive på en bog om lottovindere omkring 2012. I første omgang mente Danske Spil ikke, at vindere ønskede at stå frem, men han fandt selv frem til flere af dem. Senere blev han kontaktet af selskabet, der ønskede, at han færdiggjorde bogen i anledning af Lottos 25-års jubilæum. Bogen. Tænk – jeg vandt!, blev trykt i 360.000 eksemplarer, som blev givet væk. Han har desuden skrevet Rød K(l)ogebog (2011) og Blå K(l)ogebog (2011).

### Politisk virke
Stephensen havde været medlem af det Radikale Venstre, men Naser Khader overtalte Stephensen til at melde sig ind i Det Konservative Folkeparti. I januar 2017 blev han folketingskandidat for Det konservative Folkeparti i Brøndby-, Taastrup- og Hvidovrekredsen. Den 9. juni blev han kandidat til kommunalbestyrelsen i Gentofte Kommune. Fra 1. januar 2018 valgt som medlem af kommunalbestyrelsen i Gentofte, hvor han fik 580 personlige stemmer.
Ole Stephensen sagde ved et af sine sidste møder i den Konservative Vælgerforening i Albertslund at “Rygere er også mennesker, bare ikke så lang tid”.” Knap to uger efter døde Ole som følge af mange års heftig kæderygning.[kilde mangler]

## Privatliv
Stephensen havde tre søskende: pædagogen Karin Stephensen, pædagogen Per Stephensen og journalisten Erik Stephensen.
Stephensen og konen, Julie Lund Stephensen, har to børn: Amalie Christine (f. 6. juni 1997) og Marie Frederikke (f. 18. februar 1999). Familien har boet i Gentofte.
Ole Stephensen boede fra 2011 i Vangede, hvor han sammen med sin kone åbnede butikken Hundeshoppen med ting til hunde og katte, der blev indrettet i en tidligere købmandsbutik, som parret havde købt. Efter nogle år gik butikken så godt, at den udvidede.

### Død
Den 6. februar 2019 døde Ole Stephensen pludseligt. Klokken 18:30 mistede han bevidstheden og redningsfolk forsøgte forgæves at genoplive ham. Han døde i sit hjem i Gentofte uden forudgående sygdom. Ole Stephensen blev 63 år gammel.

## Filmografi
| - Walter og Carlo - op på fars hat (1985) – Walter van Heimvee - Walter og Carlo - yes, det er far (1986) – Walter van Heimvee - Kampen om den røde ko (1987) – Niels Peder Pedersen - Walter og Carlo i Amerika (1989) – Walter van Heimvee - Den attende (1996) – sig selv - Slip hestene løs (2000) – sig selv | - Schyyy... det er lørdag (1983) - Natuglen (1983) - Brødrene Øbberbøv (1983) - Walter & Carlo (1985) - Eleva2ren (1991-1995) – vært - Steph- (1996) - Krummernes Jul (1996) - Henriette & Ole på eventyr (1997) - Fredag i farver (1997-1998) - Hvornår var det nu det var (2001) – vært - GO' Morgen Danmark (2001-2008) – vært - Bamses billedbog (2006) - Ole & Jarl (2009) |